# 블라썸
블라썸(본명: 박범찬, 1999년 10월 12일 ~ )은 대한민국의 리그 오브 레전드 프로게이머로 아이디는 Blossom이다. 포지션은 정글이다.

## 선수 생활
아마추어 시절 IeSF 월드 챔피언십 2017에 참가해 우승을 기록했다.
2018시즌을 앞두고 SK텔레콤 T1에 입단했다. 스프링 시즌에서는 서브 선수로 간간히 출전해 팀의 포스트시즌 진출에 기여했다. 서머 시즌에서는 블랭크에게 밀리며 출전하지 못했다. 2018시즌 종료 후 SKT에서 퇴단했다.
2019년 5월, XTEN e스포츠에 입단했다. 클로징 시즌 동안 무난한 모습을 보여주었다. 시즌 종료 이후 팀에서 퇴단했다.

## 소속팀
| # | 팀명         | 소속 기간             | 소속 리그 | 비고 |
| - | ------------ | --------------------- | --------- | ---- |
| 1 | SK텔레콤 T1  | 2018.01.08~2018.11.20 | LCK       |      |
| 2 | XTEN e스포츠 | 2019.05.10~2019.07.21 | LLA       |      |

## 수상 내역
- IeSF 월드 챔피언십 2017 우승